# Extraordinary (fragrância)
Extraordinary é uma fragrância lançada pela artista brasileira Ivete Sangalo oficialmente em 29 de setembro de 2005, sob o logo "O extraordinário só precisa de uma coisa para acontecer: você". Foi criado sob licença da Avon Products e lançado simultaneamente em 100 países, dentre eles Brasil, Estados Unidos, França, Alemanha, Grécia, México, Itália e Reino Unido.

## Criação
No início de 2005 Silvana Cassol, diretora de marketing da Avon Products, convida Ivete para assinar um perfume com seu nome, o primeiro de sua carreira, sendo aceito pela cantora. Segundo Silvana, Ivete representa a força e a feminilidade da mulher brasileira, "Ivete é a tradução da mulher que transmite alegria, feminilidade, inteligência e modernidade em tudo o que faz. Ela mostrará às consumidoras que o extraordinário depende apenas de um fator para acontecer: a própria mulher".
A criação da fragrância foi realizada pelo perfumista estadunidense Harry Fremont, idealizador do CK One, de Calvin Klein, e do Chic, de Carolina Herrera. Sua composição trouxe basicamente frutas cítricas – tangerina, grapefruit e goiaba –, floral oriental, orquídea, flor de gengibre dourada, flor de lótus, componentes de champanhe espumante, madeiras claras, sândalo, musk, patchouli e baunilha. Além disso trouxe um componente inédito na fabricação de perfumes mundial até então, orquídea chocolate.
| “ | Nós mulheres, conseguimos desempenhar vários papéis – mãe, trabalhadora, dona de casa, companheira, amante – sem nunca tirar o sorriso do rosto e ainda achamos espaço para sermos nós mesmas. Consegui traduzir na fragrância Extraordinary os pequenos detalhes que fazem da nossa vida uma história extraordinária. É uma honra ter sido escolhida para retratar a essência dessa mulher. | ” |

A criação da embalagem foi realizada pelo designer gráfico Erik Lee, trazendo tons dourados foscos. Segundo o artista a embalagem refletia a determinação, sem perder a sofisticação da mulher moderna, através de uma embalagem mais reta e alongada, fugindo das curvas e formas excêntricas apresentadas na época. "A face frontal, levemente curvada, reforça a sensibilidade e intuição femininas. Para completar, um toque de sofisticação e luxo na tampa em dourado fosco, que expressa todo o brilho e encantamento da mulher". O logo foi criado inspirado no próprio nome: "O extraordinário só precisa de uma coisa para acontecer: você".

## Investimento e publicidade
A campanha publicitária foi criada pela empresa DPZ, tendo um investimento da empresa de R$ 11,5 milhões, sendo R$ 3,5 milhões dedicados apenas para a distribuição de amostras gratuitas da fragrância. O investimento representou 34,5% do orçamento total da Avon para 2005, além de ter um aumento de 37% a mais das demais fragrâncias assinadas por artistas antes. Um curta-metragem publicitário intitulado Corda foi criado para divulgar a fragrância, produzida por Marcelo Barcellos e Giuliano Cesar, roteirizado por José Zaragoza e Carlos Rocca e dirigido por Willy Biondani e Júlio Xavier pela Bossa Nova Films. No vídeo, Ivete aparece de vestido de gala andando pela cidade e, ao encontrar um grupo de crianças pulando corda, tira os sapatos e entra na brincadeira. Na ocasião Ivete tinha tirado o gesso da perna a poucos dias, a qual havia machucado semanas antes, e, para não se machucar mais, pulou em um só pé.

## Lançamento
O lançamento do perfume ocorreu em 29 de setembro de 2005 durante festa organizado no espaço de eventos Casa Fasano, em São Paulo. Foi lançado simultaneamente em 100 países, entre eles Brasil, Estados Unidos, França, Alemanha, Grécia, México, Itália e Reino Unido, sendo a primeira fragrância de um artista brasileiro a ser comercializado internacionalmente pela empresa. Na ocasião a única alteração na ideia original que Ivete pediu foi que o produto tivesse um cheiro tipicamente brasileiro.

## Divulgação
Os comerciais televisivos se iniciaram em 9 de outubro, tendo três versões diferentes, tendo estreia simultânea na Rede Globo, Record, Cultura, Band e SBT. Além disso outdoors foram espalhados pelas grandes capitais brasileiras e posters incluídos em grandes revistas como Veja, Época, Cláudia, Nova, Boa Forma, Manequim, Elle e Capricho. A fragrância era encontrada nos catálogos de produtos da Avon em duas versões, uma com o produto apenas e outra em um combo, onde trazia também o disco As Super Novas, trabalho atual de Ivete na época, contando com duas faixas exclusivas para quem o comprasse com o perfume, "Em Mim, Em Você" e "Meu Abraço".

## Imagem e vendas
O lançamento do produto e a escolha de Ivete, como artista popular em todas as classes, marcou o primeiro passo na estratégia da empresa em tentar atingir consumidores de renda mais alta, uma vez que o foco anterior sempre foi junto ao público de classes C e D. Nos primeiros sessenta dias o perfume foi vendido a R$36, fechando o ciclo promocional no Natal e indo ao valor real, R$43, em 2006. O produto refletiu em um aumento de 20% de aumento nas vendas da Avon Products naquele ano. Além disso a fragrância somou à marca de Ivete um total de R$35 milhões arrecadados em 2005, junto com outros produtos da cantora.